# Кумамото-хан

Мон роду Като

Мон роду Хосокава

Кумамото-хан (яп. 熊本藩, くまもとはん) — хан в Японії, у провінції Хіґо, регіоні Кюсю.

## Короткі відомості
- Адміністративний центр: замок Кумамото, містечко Кумамото (сучасне місто Кумамото префектури Кумамото).

- Інші назви: Хіґо-хан (肥後藩).

- Дохід:

520 000 коку у 1588—1632;
540 000 коку у 1632—1871.
- До 1632 управлявся родом Като, що належав до тодзама і мав статус володаря провінції (国主).

З 1638 управлявся родом Хосокава, що був переведений з Кокура-хан у провінції Хідзен. Цей рід належав до тодзама і мав статус володаря провінції (国主). Голови роду мали право бути присутніми у великій залі аудієнцій сьоґуна.
- Дочірні хани: Уто-хан, Хіґо-Сінден-хан.

- Ліквідований в 1871.

## Правителі
| №  | Ім'я              | Ім'я     | Роки      | Ранг, титул                  | Примітки                        |
| -- | ----------------- | -------- | --------- | ---------------------------- | ------------------------------- |
| 1  | Като Кійомаса     | 加藤清正 | 1587-1611 | 従四位下 肥後守 侍従         | Син Като Кійотадди              |
| 2  | Като Тадахіро     | 加藤忠広 | 1611-1632 | 従四位下 肥後守 侍従         | Третій син Като Кійомаси        |
| 1  | Хосокава Тадатосі | 細川忠利 | 1633-1641 | 従四位下 越中守 少将         | Третій син Хосокави Тадаокі     |
| 2  | Хосокава Міцунао  | 細川光尚 | 1641-1649 | 従四位下 肥後守 侍従         | Старший син Хосокави Тадатосі   |
| 3  | Хосокава Цунатосі | 細川綱利 | 1649-1712 | 従四位下 越中守 少将         | Другий син Хосокави Міцунао     |
| 4  | Хосокава Нобунорі | 細川宣紀 | 1712-1732 | 従四位下 越中守 侍従         | Другий син Хосокави Тосісіґе    |
| 5  | Хосокава Мунетака | 細川宗孝 | 1732-1747 | 従四位下 越中守 侍従         | Четвертий син Хосокави Нобунорі |
| 6  | Хосокава Сіґеката | 細川重賢 | 1747-1785 | 従四位下 越中守 左近衛権少将 | П'ятий син Хосокави Нобунорі    |
| 7  | Хосокава Харутосі | 細川治年 | 1785-1787 | 従四位下 越中守 侍従         | Старший син Хосокави Сіґекати   |
| 8  | Хосокава Нарісіґе | 細川斉茲 | 1787-1810 | 従四位下 越中守 侍従         | Другий син Хосокави Окінорі     |
| 9  | Хосокава Нарітацу | 細川斉樹 | 1810-1826 | 従四位下 越中守 左近衛権少将 | Старший син Хосокави Нарісіґе   |
| 10 | Хосокава Наріморі | 細川斉護 | 1826-1860 | 従四位下 越中守 中将         | Старший син Хосокави Тацуюкі    |
| 11 | Хосокава Йосікуні | 細川韶邦 | 1860-1870 | 正四位 越中守 中将           | Другий син Хосокави Наріморі    |
| 12 | Хосокава Моріхіса | 細川護久 | 1870-1871 | 従四位下 右京大夫 侍従       | Третій син Хосокави Наріморі    |